# Hypocassida subferruginea
Hypocassida subferruginea är en skalbaggsart som först beskrevs av Franz Paula von Schrank 1776.  Hypocassida subferruginea ingår i släktet Hypocassida, och familjen bladbaggar. Arten har ej påträffats i Sverige.